# Al Said
M/Y Al Said är en megayacht tillverkad av Lürssen i Tyskland. Hon levererades 2008 till den omanska staten, för att användas av deras regerande sultan Qabus ibn Said och dess familj. Al Said designades exteriört av Espen Øino medan Redman Whiteley Dixon designade interiören. Megayachten är 155 meter lång och har en kapacitet på mellan 65 och 70 passagerare. Den har en besättning på mellan 150 och 154 besättningsmän samt minst en helikopter.
Megayachten kostade $300 miljoner att färdigställa.
Fartyget är utrustad med en bassäng och ett rum för dans. Det finns 6 däck.

## Galleri

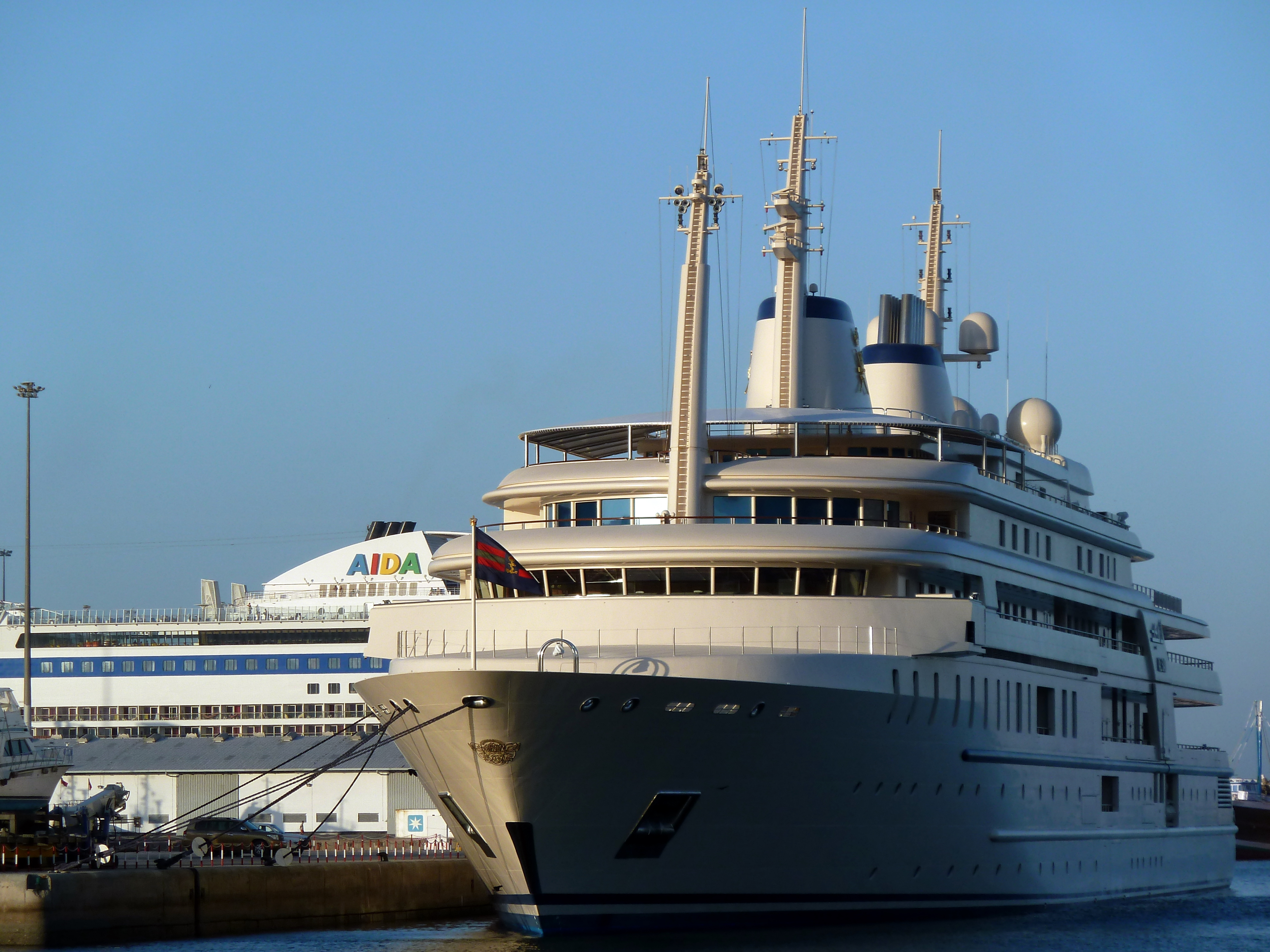
Al Said i Muskat i Oman, 2011.